# Melchisedec
Pour les articles homonymes, voir Melchisédech (homonymie).
Genre
Melchisedec est un genre d'araignées aranéomorphes de la famille des Oonopidae.

## Distribution
Les espèces de ce genre se rencontrent en Afrique de l'Ouest et en Afrique de l'Est.

## Liste des espèces
Selon World Spider Catalog (version 15.0, 2014) :
- Melchisedec birni Fannes, 2010
- Melchisedec thevenot Fannes, 2010

## Étymologie
Ce genre est nommé en l'honneur de Melchisédech Thévenot.

## Publication originale
- Fannes, 2010 : On Melchisedec, a new genus of the spider family Oonopidae (Araneae, Dysderoidea). American Museum Novitates, no 3702, p. 1-28 (texte intégral).